# Keno (Vorname)
Keno ist ein männlicher Vorname friesischen Ursprungs. Der Name leitet sich von althochdeutsch Kuonrat ab, von conja („mutig“) und rad („Rat“). Er ist ein Diminutiv zu Konrad.

## Namensträger
- Keno I. tom Brok (um 1310–1376), ostfriesischer Fürst und Häuptling
- Keno II. tom Brok (um 1380–1417), dessen Enkel und Häuptling
- Keno Don Hugo Rosa (* 1951), besser bekannt als Don Rosa, US-amerikanischer Comictexter und -zeichner
- Keno Verseck (* 1967), deutscher Journalist
- Keno Bergholz, deutscher Moderator, Musiker und Multiinstrumentalist